# دوبراویتسا
دوبراویتسا (به بلغاری: Dobravitsa) یک منطقهٔ مسکونی در بلغارستان است که در استان صوفیه واقع شده‌است.